# Салтарин венесуельський
Салтарин венесуельський (Lepidothrix suavissima) — вид горобцеподібних птахів родини манакінових (Pipridae).

## Поширення
Вид поширений у гірських районах південної та південно-східної частин Венесуели, Гаяни та прилеглої крайньої півночі Бразилії. Мешкає у підліску передгірських лісів і невисоких гір в тепуях, на висоті від 500 до 1400 метрів над рівнем моря.